# Piedmont (Missouri)
Pour les articles homonymes, voir Piedmont.
Piedmont est une ville du comté de Wayne, dans le Missouri, aux États-Unis,. Située à l'ouest du comté, elle est fondée en 1871 et incorporée en 1873.

## Démographie
Lors du recensement de 2010, la ville comptait une population de 1 977 habitants. Elle est estimée, en 2016, à 1 938 habitants.

### Source de la traduction
- (en) Cet article est partiellement ou en totalité issu de l’article de Wikipédia en anglais intitulé « Piedmont, Missouri » (voir la liste des auteurs).